# Miss Estonie

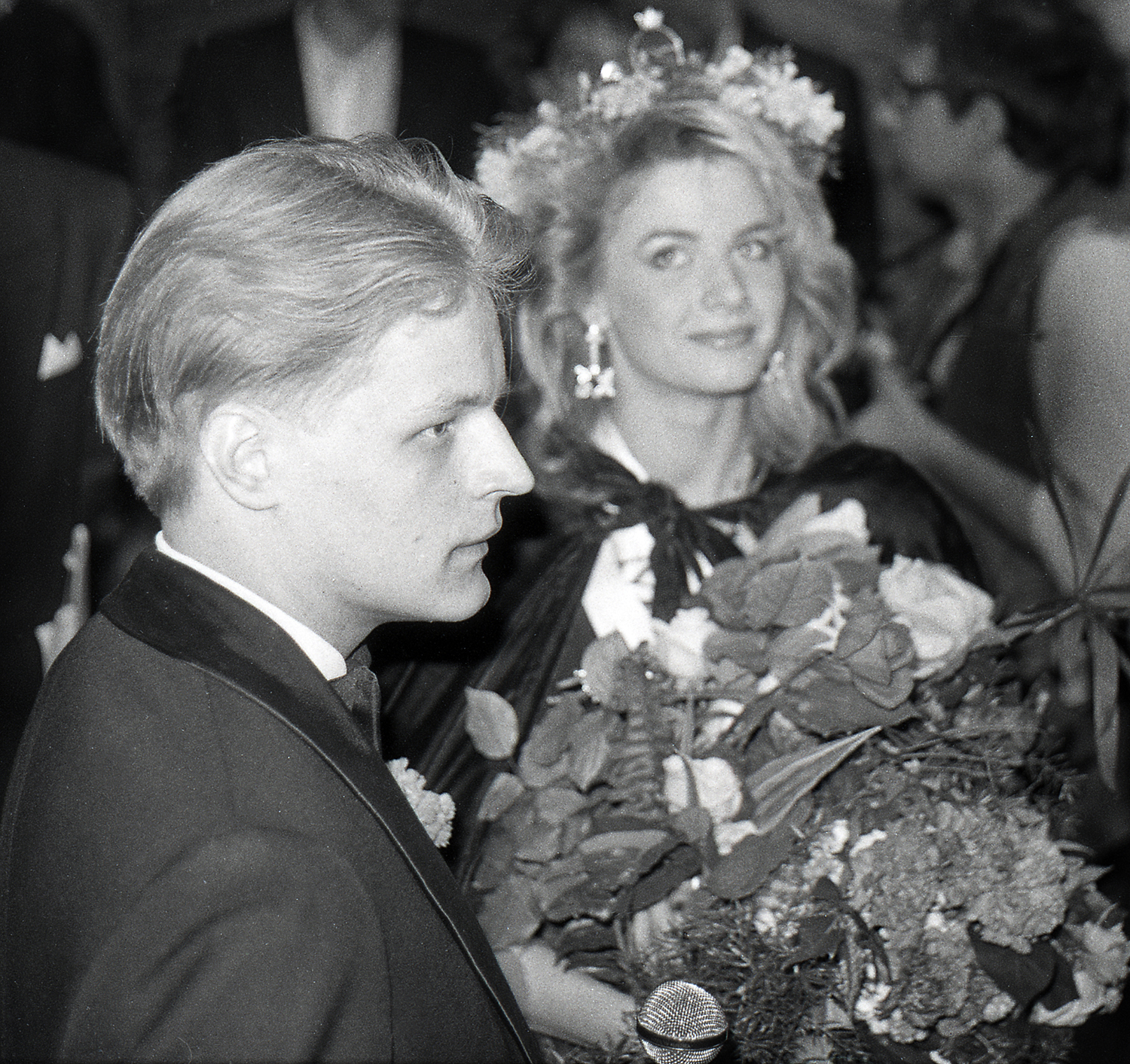
Cathy Korju, Miss Estonie 1989.

Miss Estonie, ou Eesti Miss Estonia est un concours de beauté annuel tenu en Estonie. La gagnante représente son pays aux élections de Miss Univers, Miss Europe et Miss Baltic Sea.

## Histoire
Le concours Eesti Miss Estonia est organisé pour la première fois en 1988, 65 ans après l'élection de la première Miss Estonie.
Miss Estonie participe pour la première fois à Miss Univers en 1993.

## Les Miss
| Année | Nom                    | Classement à Miss Univers | Notes                                     |
| ----- | ---------------------- | ------------------------- | ----------------------------------------- |
| 1923  | Sinaida Tamm           |                           |                                           |
| 1925  | Antonie Bergmann       |                           |                                           |
| 1929  | Meeta Kelgo            |                           |                                           |
| 1930  | Amalie Smager          |                           |                                           |
| 1931  | Lilly Silberg          |                           |                                           |
| 1932  | Nadežda Peedi-Hoffmann |                           |                                           |
| 1988  | Heli Mets              |                           |                                           |
| 1989  | Cathy Korju            |                           |                                           |
| 1990  | Liis Tappo             |                           | Miss Baltic Sea 1992                      |
| 1991  | Erika Bauer            |                           |                                           |
| 1992  | Ruth Merila            |                           |                                           |
| 1993  | Lilia Üksvärav         | remplacée                 |                                           |
| 1994  | Eva Maria Laan         | -                         | Miss Baltic Sea 1995                      |
| 1995  | Enel Eha               | -                         |                                           |
| 1996  | Helen Mahmastol        | -                         |                                           |
| 1997  | Kristiina Heinmets     | Top 10                    |                                           |
| 1998  | Kadri Väljaots         | remplacée                 | Miss Baltic Sea 1999                      |
| 1999  | Triin Rannat           | -                         |                                           |
| 2000  | Evelyn Mikomägi        | Top 10                    | Global Beauties' Sexiest Woman Alive 2000 |
| 2001  | Inna Roos              | non classée               |                                           |
| 2002  | Jana Tafenau           | non classée               |                                           |
| 2003  | Maili Nomm             | non classée               |                                           |
| 2004  | Sirle Kalma            | non classée               |                                           |
| 2005  | Jana Kuvaitseva        |                           |                                           |
| 2006  | Kirke Klemmer          | non classée               |                                           |
| 2007  | Viktoria Azovskaja     | non classée               |                                           |
| 2008  | Kadri Nogu             | remplacée                 |                                           |
| 2009  | Diana Arno             | non classée               |                                           |
| 2010  | Pas de concours        |                           |                                           |
| 2011  | Madli Vilsar           |                           |                                           |
| 2012  | Natalie Korneitsik     |                           |                                           |
| 2013  | Kristina Karjalainen   |                           |                                           |
| 2024  | Valeria Vasilieva      |                           |                                           |

## Liens
- Eesti Miss Estonia official site